# جيسيكا أليستر
جيسيكا أليستر (بالإنجليزية: Jessica Allister)‏ هي لاعبة كرة لينة أمريكية، ولدت في 7 أكتوبر 1982 في ناكوغدوشس في الولايات المتحدة.